# Studebaker Conestoga

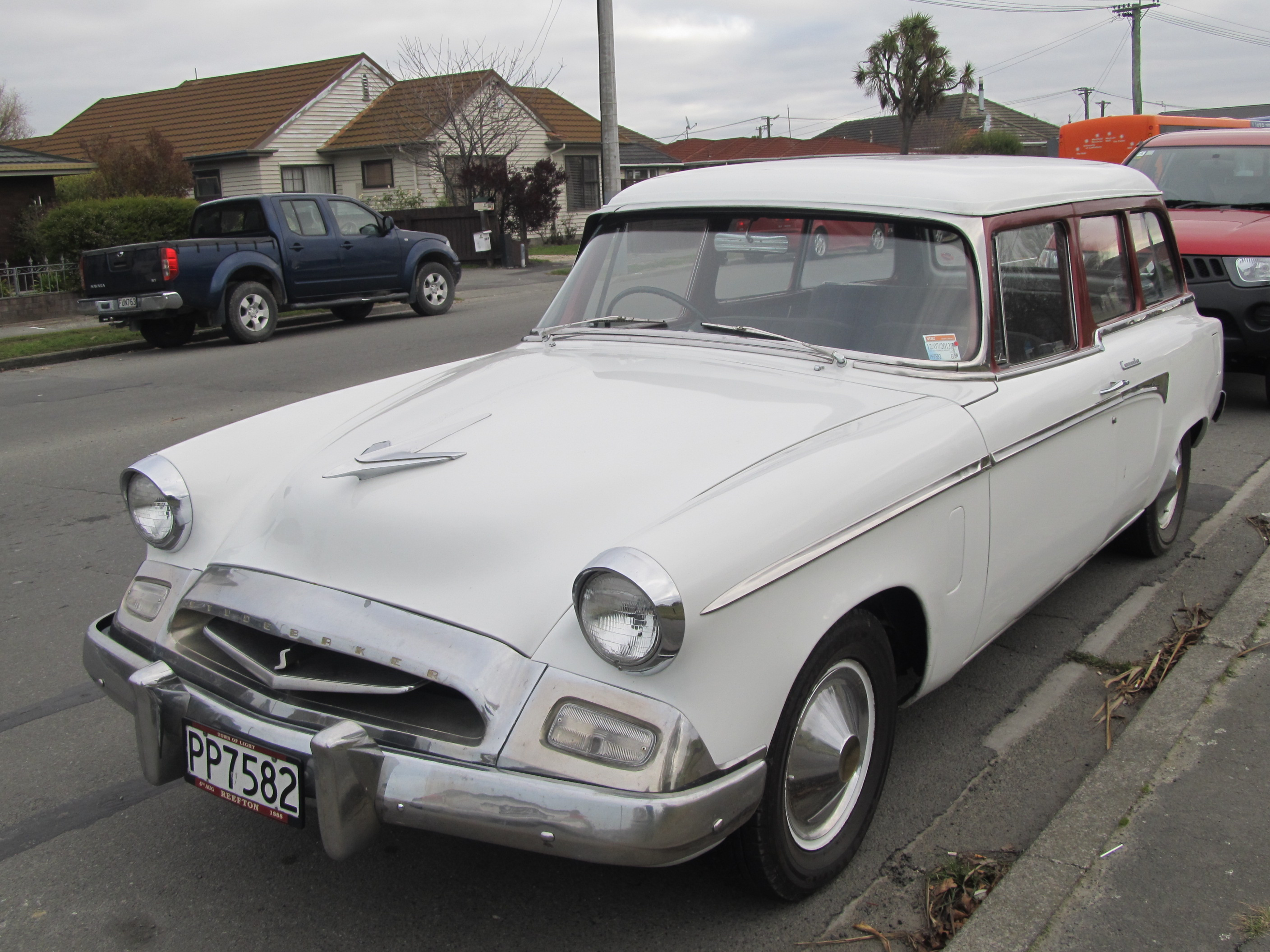
Ein Conestoga Baujahr 1955

Der Studebaker Conestoga war ein Ganzstahl-Kombi, den die Studebaker Corporation in South Bend (Indiana) 1954 bis 1955 herstellte. Die Gesellschaft wählte den Namen Conestoga als Reverenz an das alte Stellmachergeschäft, das von den 1850er Jahren bis ins frühe 20. Jahrhundert bestand.
Die Studebaker Conestoga Kombis hatten einen Radstand von 2959 mm. Es waren 3-türige Kombis mit 2-teiliger Hecktür / Heckklappe zum Laderaum.
Den Conestoga gab es auch als Ambulanzwagen, den Studebaker Ambulet nannte. Er hatte eine Trage, Rotkreuzzeichen und andere Ausstattungen für Ambulanzwagen. Der Ambulet wurde vornehmlich Polizei, Feuerwehr und Beerdigungsunternehmen in Kleinstädten verkauft, die damals auch Ambulanzdienste anboten.
Ende 1955 stellte Studebaker den Conestoga ein. Die Karosserie aber lebte über einige Styling- und Namensänderungen hin fort; es gab sie bis 1961 als „Kompaktwagen“ Lark.